# Бузульник высокогорный
Бузульник высокогорный (лат. Ligularia alpigena) — многолетнее растение из рода Бузульник (Ligularia) семейства Астровые, или Сложноцветные. Аборигенный вид от Афганистана до Синьцзяна и Северного Пакистана. Это многолетнее растение, произрастающее в основном в умеренном биоме.

## Распространение
В альпийском (до выс. 3600 м над ур. м.) и субальпийском поясах на луговых и каменистых склонах, заходит в полосу арчи, а в Тянь-Шане в полосу елового леса.
Ареал: северо-восток Афганистана, Кыргызстан, северный Пакистан, Таджикистан, Узбекистан. Средняя Азия (Тянь Шань ( (хр. Ферганский, Чаткальский, Ташкентский, Ангренское плато)), Памиро-Алай (хр. Заалайский, Алайский, вост. и зап. Памир, хр. Дарвазский, Каратегинский, Петра I и зап. ч. Гиссарского — в басс. р. Сардаи-Миона)), Западный Китай.

## Ботаническое описание
Многолетнее травянистое растение высотой 15–75 см.
Корневище сильно укороченное, с густыми мочками шнуровидных, довольно тонких или толстоватых придаточных корней, наверху густо усаженное тонкими волосистыми остатками отмерших листьев.
Стебель высотой 10–40(75) см, прямой, бороздчатый, у основания пурпуровый, голый, лишь под соцветием (как и цветоносы) более-менее густо опушён желтоватыми, пластинчатыми, многоклеточными, извилистыми волосками и нередко ещё белыми, тонкими, паутинистыми.
Листья. 1–2 самых нижних листа чешуевидные, остальные листья сизые или сизо-зелёные, более светлые снизу, толстоватые, сочные, с обеих сторон голые или снизу усаженные, и при этом б. ч. довольно густо, короткими, толстоватыми, многоклеточными волосками, прикорневые и нижние стеблевые листья 5—25 см длиной (без черешка) и 2—10 см шириной, с пластинкой разнообразной формы — от широкояйцевидной и широкоэллиптической до ланцетовидной, тупые или б. м. заостренные, с усеченным или чаще клиновидным, низбегающим на черешок основанием, цельнокрайные или чаще, по крайней мере некоторые, с мелкими, б. ч. расставленными зубцами, нередко редуцированными до маленького мозолистого остроконечия, чрш. в 2—3 раза короче пластинки, голый, б. ч. пурпуровый, крылатый на всем протяжении или лишь в верхней части; средние и верхние стеблевые л. сидячие, со стеблеобъемлющим основанием, эллиптические или продолговато-обратнояйцевидные, нижние крупные, верхние сильно уменьшенные.
Соцветие длиной 2–11 см, состоящее из 5—20 корзинок, обычно в виде очень плотной, колосовидной, яйцевидной кисти, нередко с нижними цветоносами разветвленными, несущими 2—3(5) корзинки. Цветоносы корзинок длиной 2,5–7 мм. Корзинки вместе с языковидными цветками 1–2,2(3) см в диаметре, после цветения поникающие, обёртки чашевидные или колокольчато-чашевидные, редко колокольчатые, у основания с 1–3 линейными или почти нитевидными листочками. Листочки обёртки в числе 8–12(7–14), на спинке могут быть густо усаженные желтоватыми извилистыми волосками, в верхней части по краю короткореснитчатые, (7)8—11 мм дл., явно диморфные, внутренние значительно более широкие, чем наружные, до яйцевидных и с широкими пленчатыми краями, наружные ланцетные, часто без пленчатых краев или с одной или с обеих сторон с пленчатой оторочкой, все заостренные.
Язычковых цветков 7—12, с обратнояйцевидным или линейным язычком, 6—8(12) мм длиной, около 2 раз более длинным, чем трубка, и снабжённой 4–6 жилками.
Трубчатые цветки многочисленные, до 30(40), с венчиком длиной 6,5–8 мм, верхняя часть которого слабо расширенная, узкоколокольчатая, почти трубчатая, приблизительно вдвое длиннее нижней суженной части; плн. с узким ланцетовидным заостренным апикальным придатком и короткими базальными придатками, плоские нити в верхней части расширены в антероподий; веточки столбика недлинные, с коническим, немного расширенным придатком, снаружи у его основания с бородкой из недлинных волосков и с совсем короткими волосками пониже него; смк. буровато-жёлтая, 5–5,6 мм дл. и 1,5—1,7 мм шир., с хохолком, по длине немного её превышающим.
Цветение апрель–начало августа, плодоношение с сентября.